# Norsbådan
Norsbådan är en klippa i Finland.   Den ligger i den ekonomiska regionen  Sydösterbotten och landskapet Österbotten, i den sydvästra delen av landet, 300 km nordväst om huvudstaden Helsingfors.
Terrängen runt Norsbådan är platt. Havet är nära Norsbådan västerut.  Närmaste större samhälle är Kristinestad, 4,5 km sydost om Norsbådan. 